# 単立
単立（たんりつ）とは、包括宗教団体に属さない独立した宗教団体（寺院・神社など）のことである。

## 概要
主に「単立寺院」（仏教）「単立神社」（神道）「単立教会」（キリスト教）というように、何らかの宗派・教派・上位組織に属している事が暗黙に前提される伝統宗教の寺院・神社・教会等に対して、その前提に立たない特例的存在であることを示す際に用いられることが多い。
単立宗教団体とは、いかなる包括宗教団体の傘下にも属さない単位宗教団体のことである。単立宗教団体のうち、宗教法人として認証されたものを単立宗教法人という。
単位宗教団体とは、神社・寺院・教会・布教所など、宗教法人法第2条第1号の範疇に含まれる宗教団体のことである。包括宗教団体とは、宗教法人法第2条第2号の範疇に含まれる宗教団体で、宗派・教派・教団など単位宗教法人を包括する宗教団体である。
単立であるというのは、あくまで法制度上の問題であって、単立だからといって必ずしも思想・信条的な面で独自性があるとは限らない。○○宗単立、○○派単立などというように、教義・儀礼は伝統宗派や教派に則っていることも珍しくない。人事・財務を巡る争いから包括宗教法人を離脱し単立となる例が多い。